# Havránka
Havránka je přírodní památka v Praze v katastrálním území Troja, na území městské části Praha-Troja v městském obvodě Praha 7. Správa AOPK Praha. Přírodní rezervace Havránka je tvořena dvěma jednotkami, kterými jsou Pustá vinice a Údolí potoka Haltýře. Důvodem ochrany jsou společenstva vřesovišť a teplomilných pastvin a prameniště několika vodních pramenů.
O území přírodní památky Havránka pečuje Botanická zahrada hl. m. Prahy. Je zřizovatelem tři kilometry dlouhé naučné stezky (s devíti zastaveními s informačními tabulemi), která vede touto oblastí vně placené části zahrady. Územím vede též zelená pásová turistická značka Klubu českých turistů.

## Lokalita

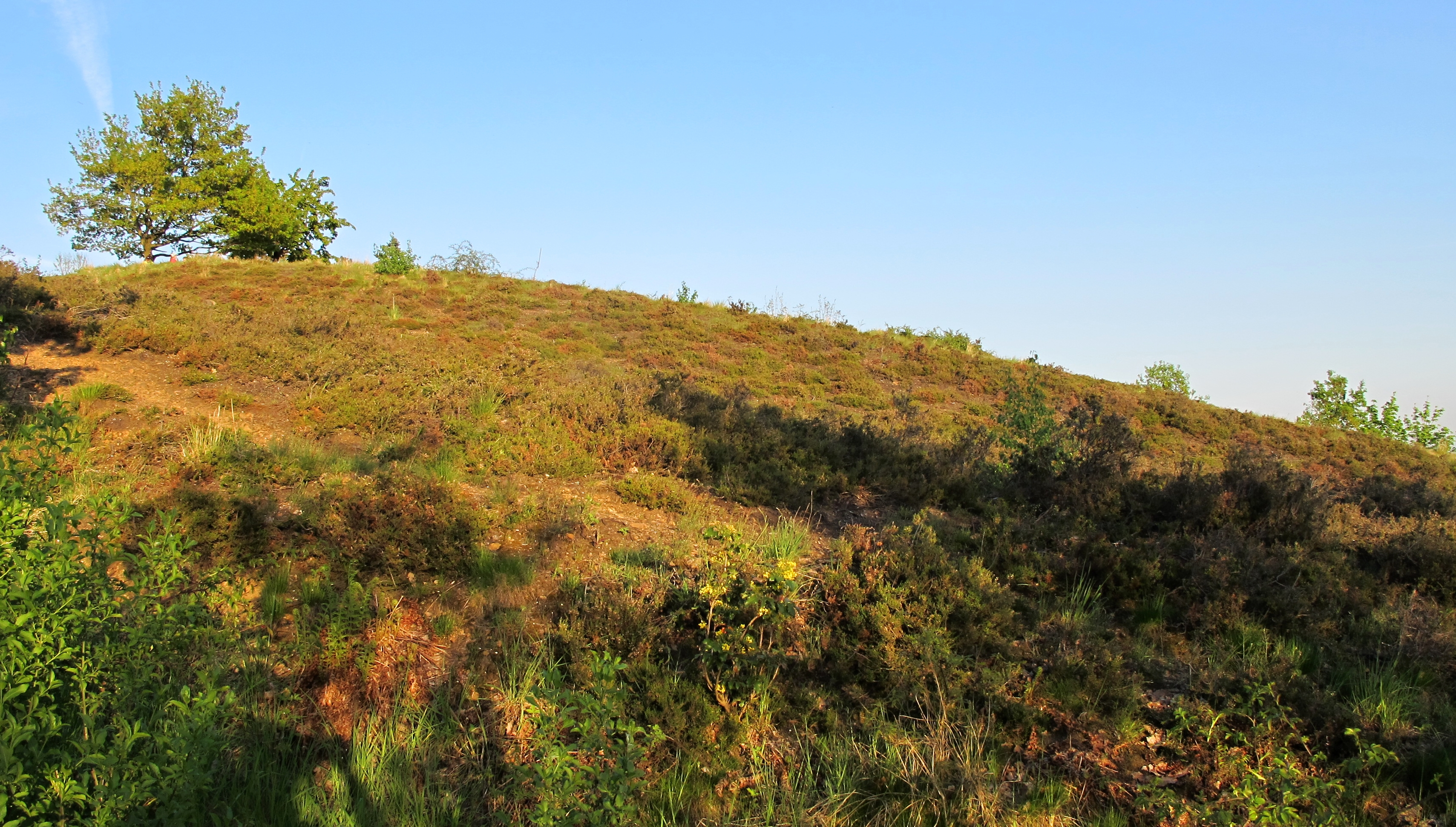
Havránka

Toto chráněné území se nachází na pravém břehu Vltavy v kopci na rozhraní pražské městské části Troja a sídliště Bohnice v těsné blízkosti Botanické zahrady Praha a nedaleko pražské ZOO.

## Historie
V oblasti Pusté vinice se zřejmě nacházela jedna z nejstarších trojských vinic. V rámci mapování území Natura 2000 bylo toto území navrženo k vyhlášení za evropsky významnou lokalitu (výskyt naturových biotopů, kterými jsou suchá vřesoviště nížin a pahorkatin).
V roce 2000 zde byla provedena radikální probírka keřových porostů, což mělo za následek návrat některých významných rostlin. Již v roce 2001 zde byl botaniky zaznamenán výskyt chráněného křivatce českého (Gagea bohemica). V dalších letech byl počet keřů dále redukován.
V roce 2006 zde došlo k zásadnímu negativnímu zásahu ze strany správce území, Botanické zahrady. Najatá firma, jež s podobně citlivými zásahy neměla zkušenosti, zde nevhodně provedla sanaci erozních rýh, a to závozem vrstvou ornice. Následkem toho vzhledem ke složení půdního horizontu zde rychle vzrostlo nepřeberné množství hojných druhů plevelů, se kterými původní suchomilná květena neměla šanci přežít. Substrát firma rozvezla po celé vinici a poté zde provedla výsev směsi vřesovištních rostlin neznámého složení.

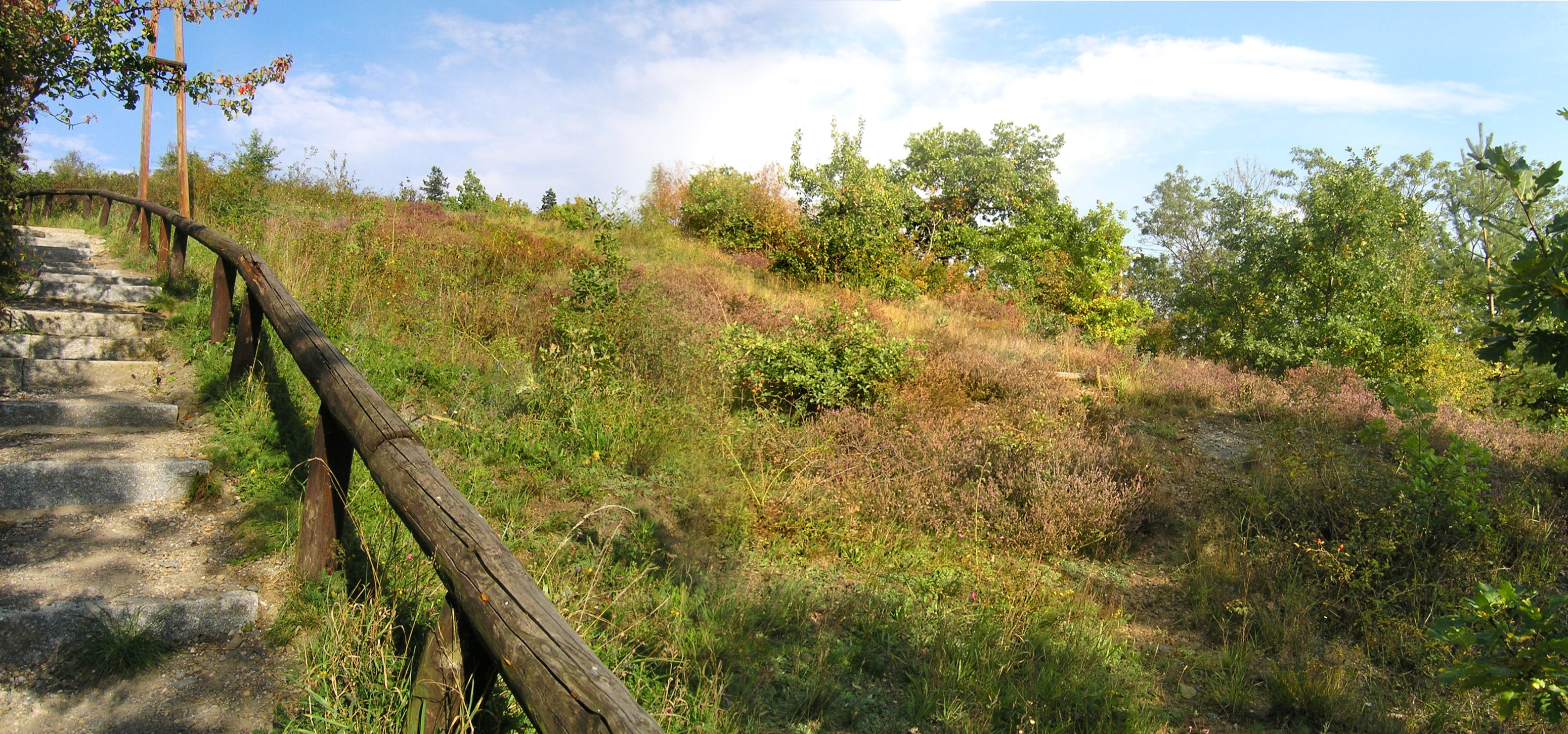
Havránka

Zlepšení stavu nebylo zjištěno ani v roce 2008. Území vinice opět zarůstalo keři, hlavně trnkou, a v místě sanace, v horní části území je patrná absolutní degradace. V níže umístěných polohách se pak objevuje například na živiny náročný ovsík vyvýšený (Arrhenatherum elatius), jehož růst zjevně podpořil splach živin z navezené ornice.
V dnešní době je Botanickou zahradou každoročně provozováno vypásání travin a keřové omladiny stádem koz a ovcí, jež zde stráví v oploceném výběhu necelý měsíc a stávají se vždy vděčnou atrakcí pro kolemjdoucí. Prospěšnost tohoto konání je ovšem opět diskutabilní, neboť stádo svými výkaly následně opět hnojí povrch a dále se tak vytváří podmínky pro růst některých agresivních plevelů.
Prameniště Haltýř v dobách minulých sloužilo jako zdroj pitné vody pro nedaleký Trojský zámek. Voda byla jímána a  dřevěným vodovodem vedena do zámku. Haltýř je původně název pro dřevěný přístřešek, jenž se staví nad pramenem či na vtoku pramene do rybníka. Dřevo postupně nasává vodu, která se následně odpařuje, a vnitřní prostor stavby tak ochlazuje. V minulosti tak haltýř byl využíván jako místo k uchovávání potravin.

## Přírodní poměry

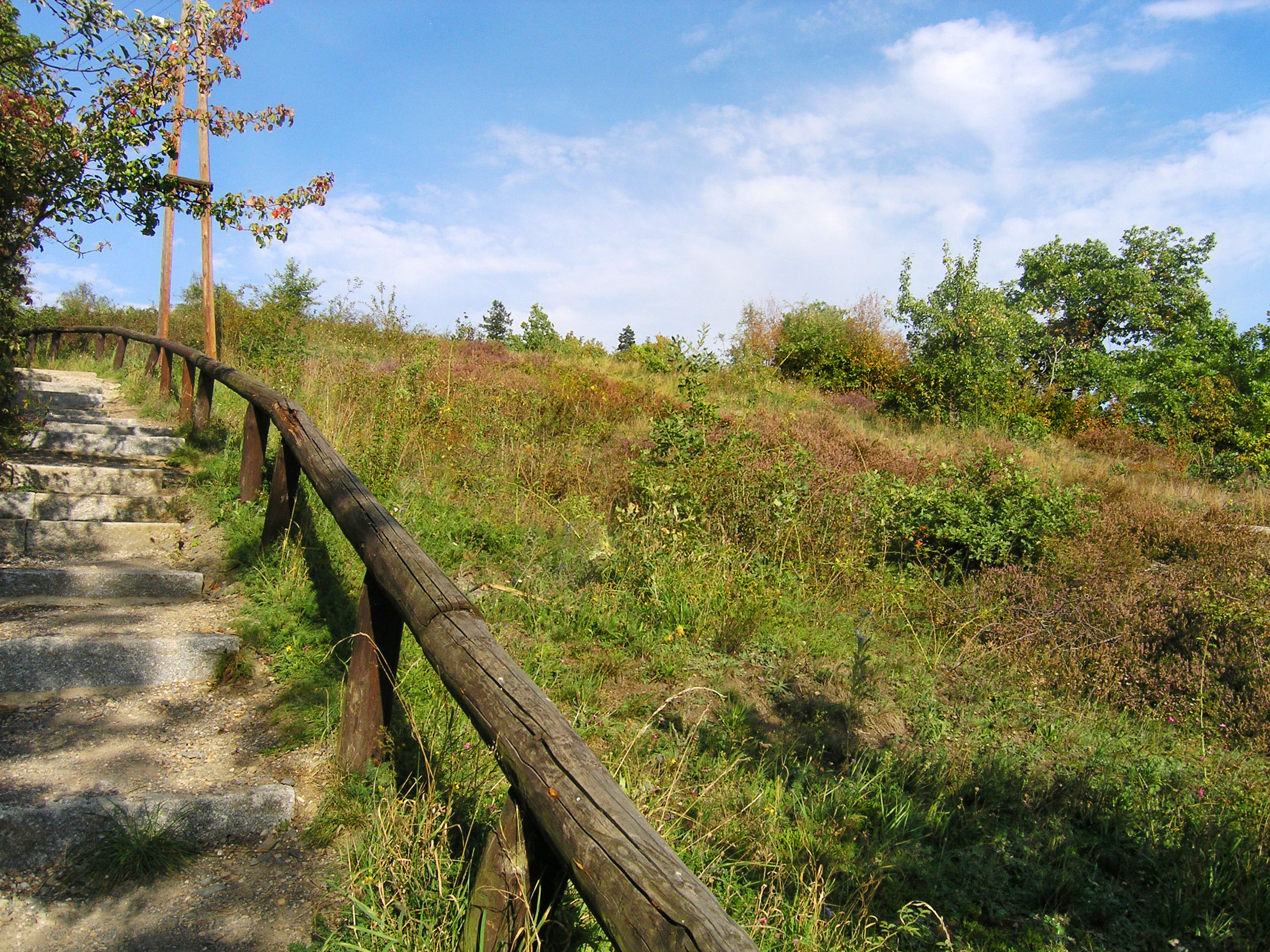
Havránka

Pustá vinice je vřesoviště nacházející se na mělkých a chudých půdách původní vinice s výchozy břidlic, buližníků, sprašových hlín a vátých písků.
Prameniště Haltýř jest mokřadní loučka, v jejímž prostoru pramení několik vodních pramenů, které jsou chráněny polorozpadlým artefaktem starého haltýře.

### Geologie
Geologicky toto území náleží ke kralupsko-zbraslavské skupině, je tvořeno starohorními (proterozoickými) usazeninami silicitů (buližníků), fylitickými břidlicemi postiženými regionální metamorfozou a anchimetamorfozou, dále zde nalézáme kvartérní nánosy vátých písků a spraší.

### Flóra
- vřes obecný (Calluna vulgaris)

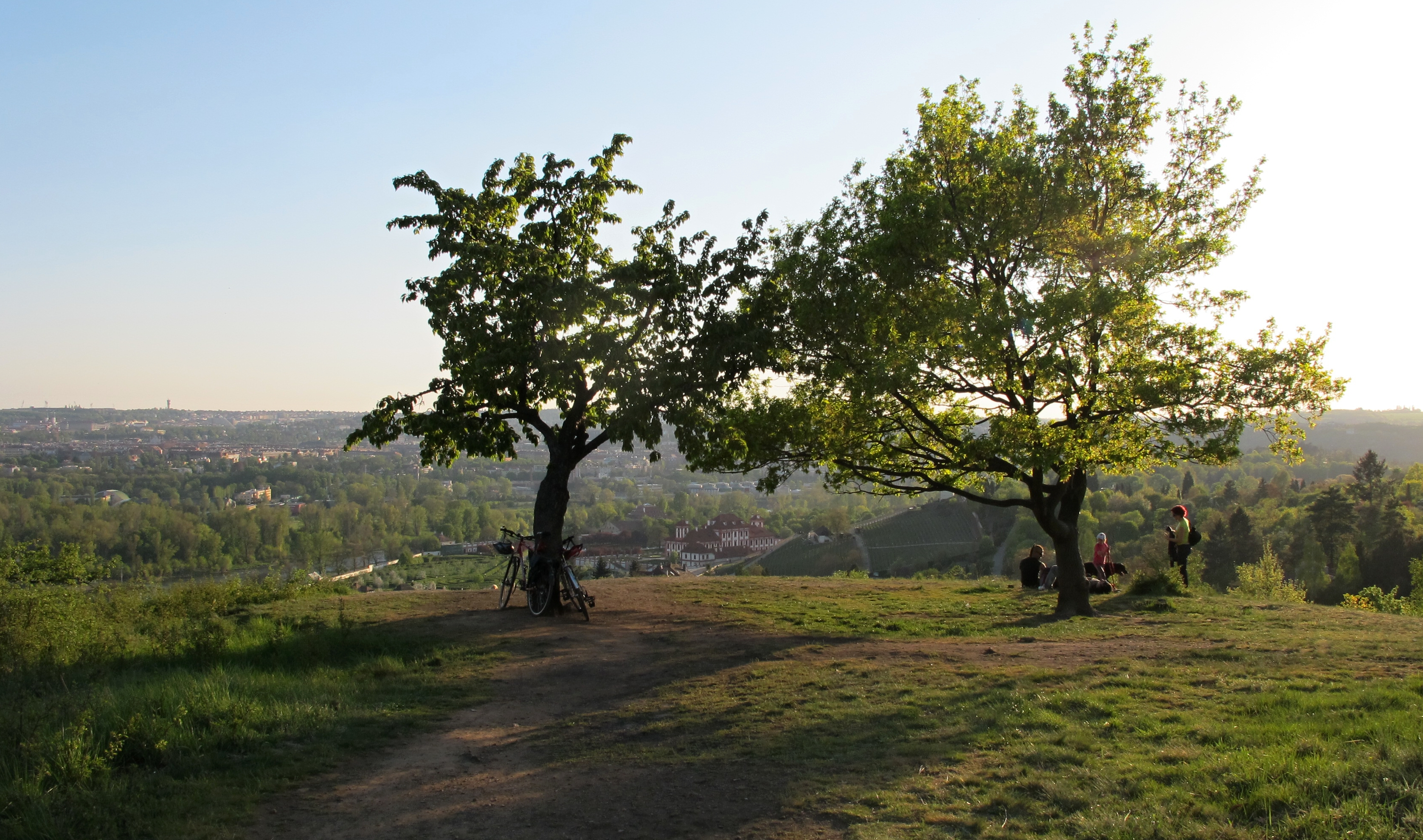
Havránka

- metlička křivolaká (Avenella flexuosa)
- jestřábník chlupáček (Hieracium pilosella)
- šťovík menší (Rumex acetosella)
- zvonek okrouhlolistý (Campanula rotundifolia)

Na obnažených štěrkopískových terasách je běžný výskyt paličkovce šedavého (Corynephorus canescens), jež je typický pro chudé písčité půdy.
Část území, kde je půda hlubší, zabírají teplomilné keře, především trnky (Prunus spinosa) a hlohy (Crataegus sp.). Dále se zde vyskytují tisy (Taxus baccata) a duby (Quercus sp.).
V mokřadní vegetaci u prameniště dominuje sítina sivá (Juncus inflexus) a vrbovka chlupatá (Epilobium hirsutum). Dále lze zmínit tužebník jilmový (Filipendula ulmaria) a přesličku bahenní (Equisetum palustre). Ze vzácnějších rostlin je to např. devětsil bílý (Petasites albus), typický pro prameniště především v hornatých krajích; pro toto území je typičtější devětsil lékařský (Petasites hybridus).

### Fauna
Nachází se zde bohaté naleziště blanokřídlého hmyzu, který využívá k hnízdění sprašové stěny na svazích. Byly zde zaznamenány bohaté výskyty stepních typů brouků střevlíkovitých. Například: Cymindis axillaris, Masoreus wetterhallii, Harpalus rufipalpi, z mandelinkovitých pak dřepčíci Aphtona pygmaea, Longitarsus echii, z nosatcovitých Apion pubescent, z rodu Trachyphloeus druhy spinimanus, altemans, bifoveolatus, Strophosoma faber, Cycloderes pilous, Otiorhynchus fullo, Peritelus leucogrammus, Sitona inops, Sibina subeliptica, Gronops lunatus, Mogulones austriacus. Na vřesovišti jsou pak zdomácnělí střevlíkovití Bradycellus ruficollis, Amara infámy a přímo na vřes mandelinky Altica oleracea breddini a Lochmaea suturalis.
Na prameništi Haltýř žije vzácný dřepčík Altica palustris. Místní křoviny pak hojně slouží jako hnízdiště ptactva, například budníčků, pěnic či sýkor. Celkem zde hnízdí okolo třiceti druhů.

## Ochrana
Předmětem ochrany je prameniště vodních pramenů a rozsáhlé vřesoviště evropského významu.

## Turismus
V horní části Pusté vinice se nachází plošina, jež je oblíbenou destinací výletníků. Lze odtud přehledně shlížet na přilehlé městské části, trojskou kotlinu etc.
Vzhůru do kopce stezka pokračuje k přírodní památce Velká skála, což je buližníkový hřeben starohorního stáří (600 milionů let), jenž vystupuje ze sprašových hlín. Dolů z kopce pak jdeme k zastávce autobusu 112 Kovárna. Nedaleko se také nachází další chráněný objekt, vinice Salabka.

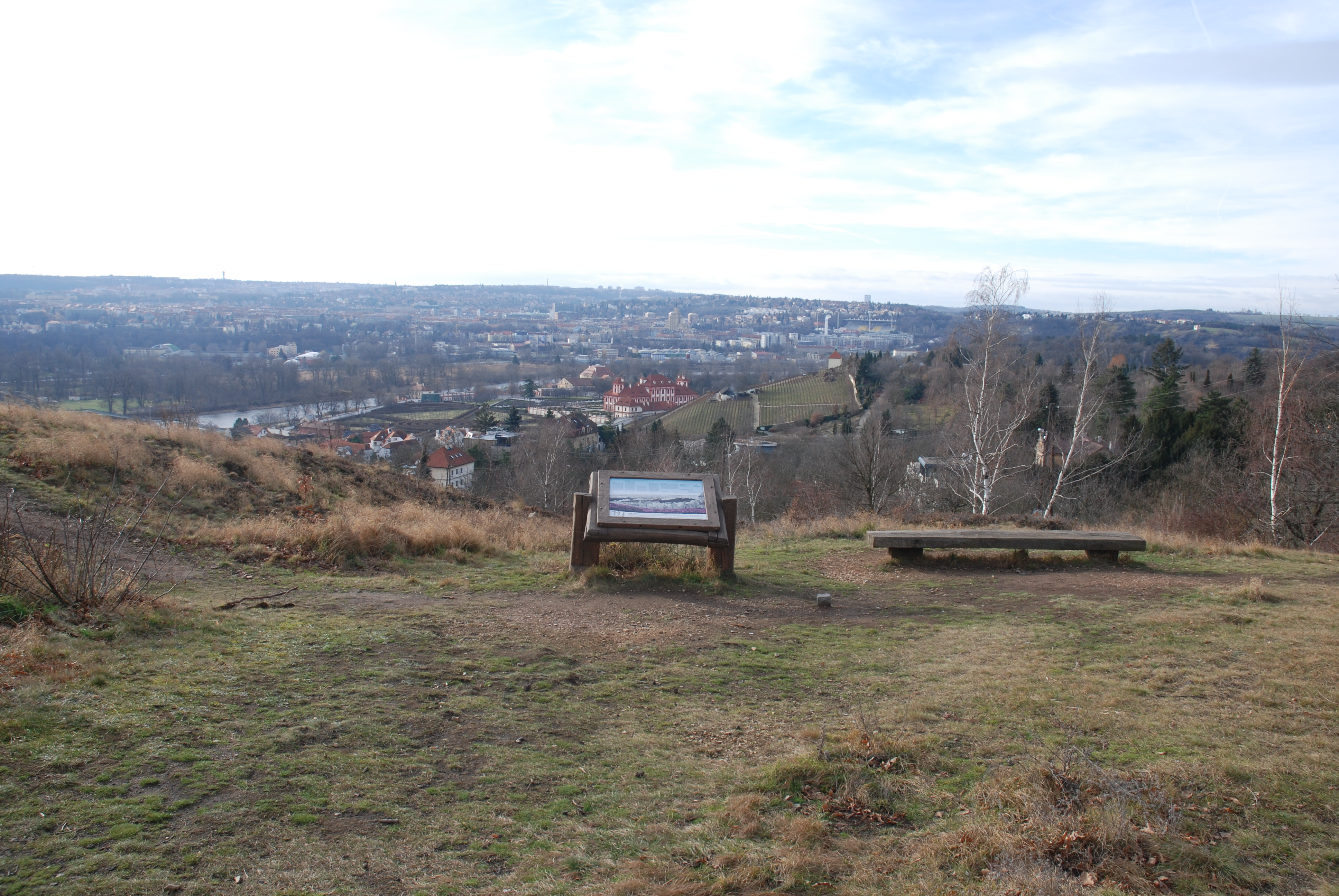
Výhled na Trojský zámek
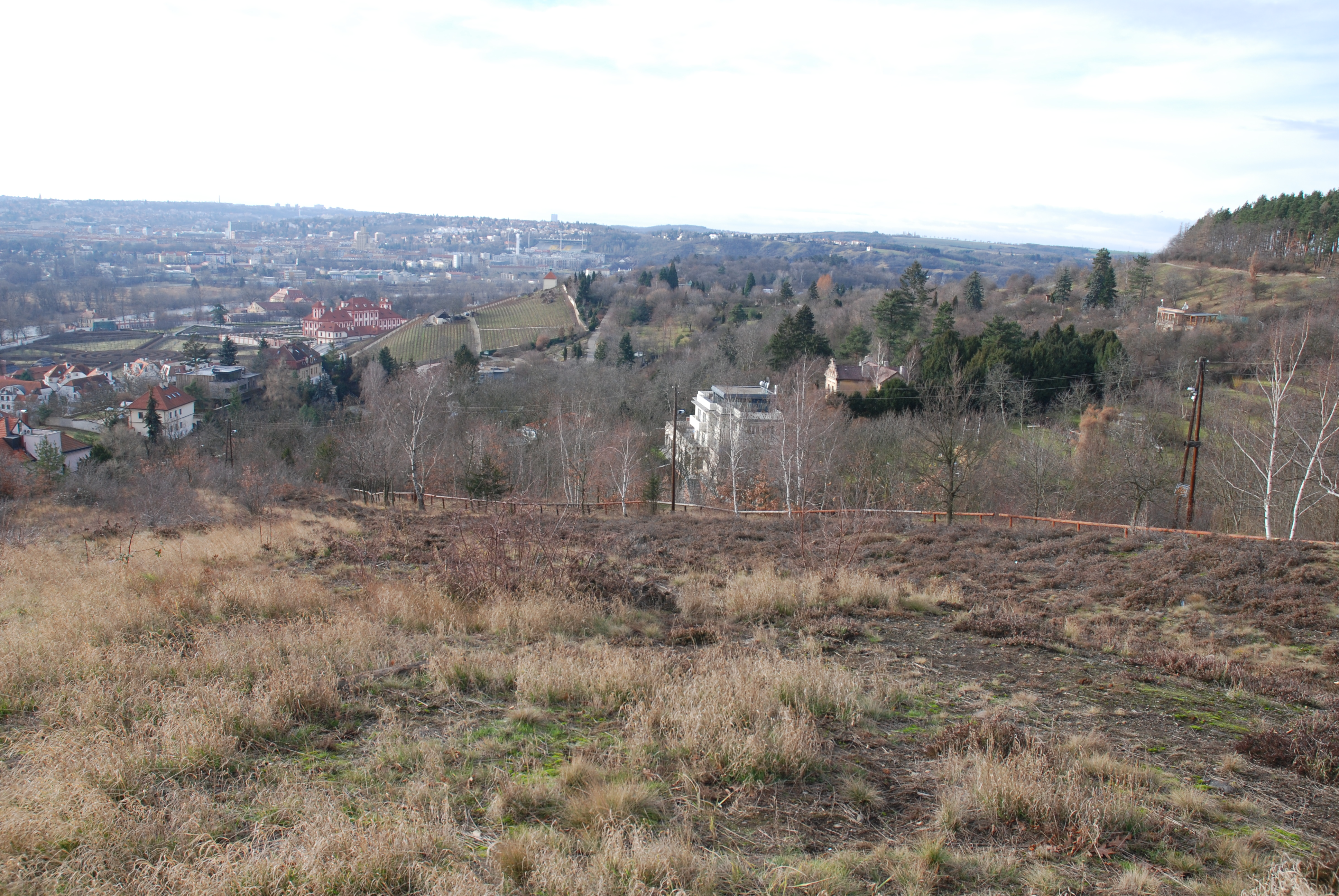
Výhled na zimní vřesoviště
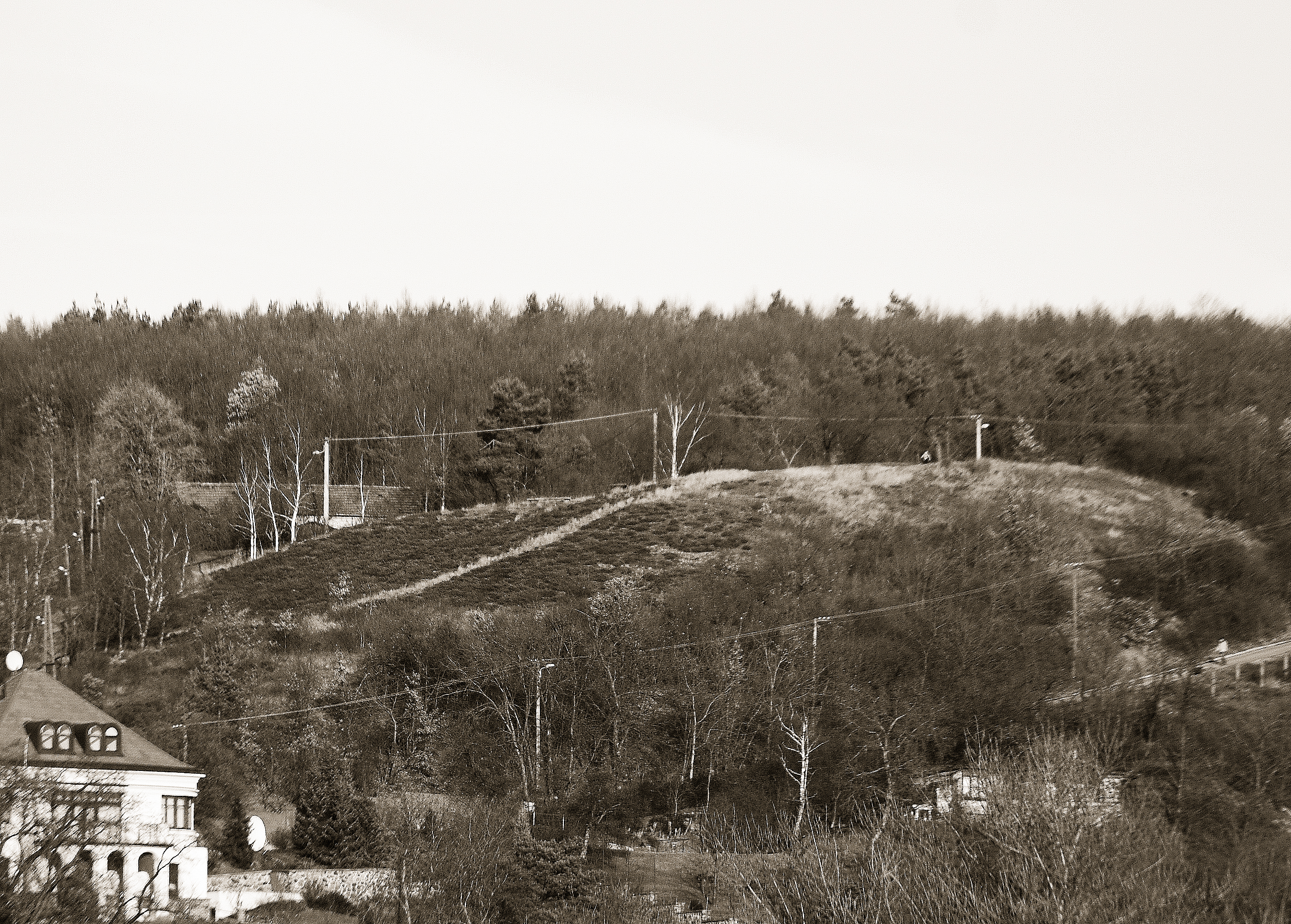
Pustá vinice
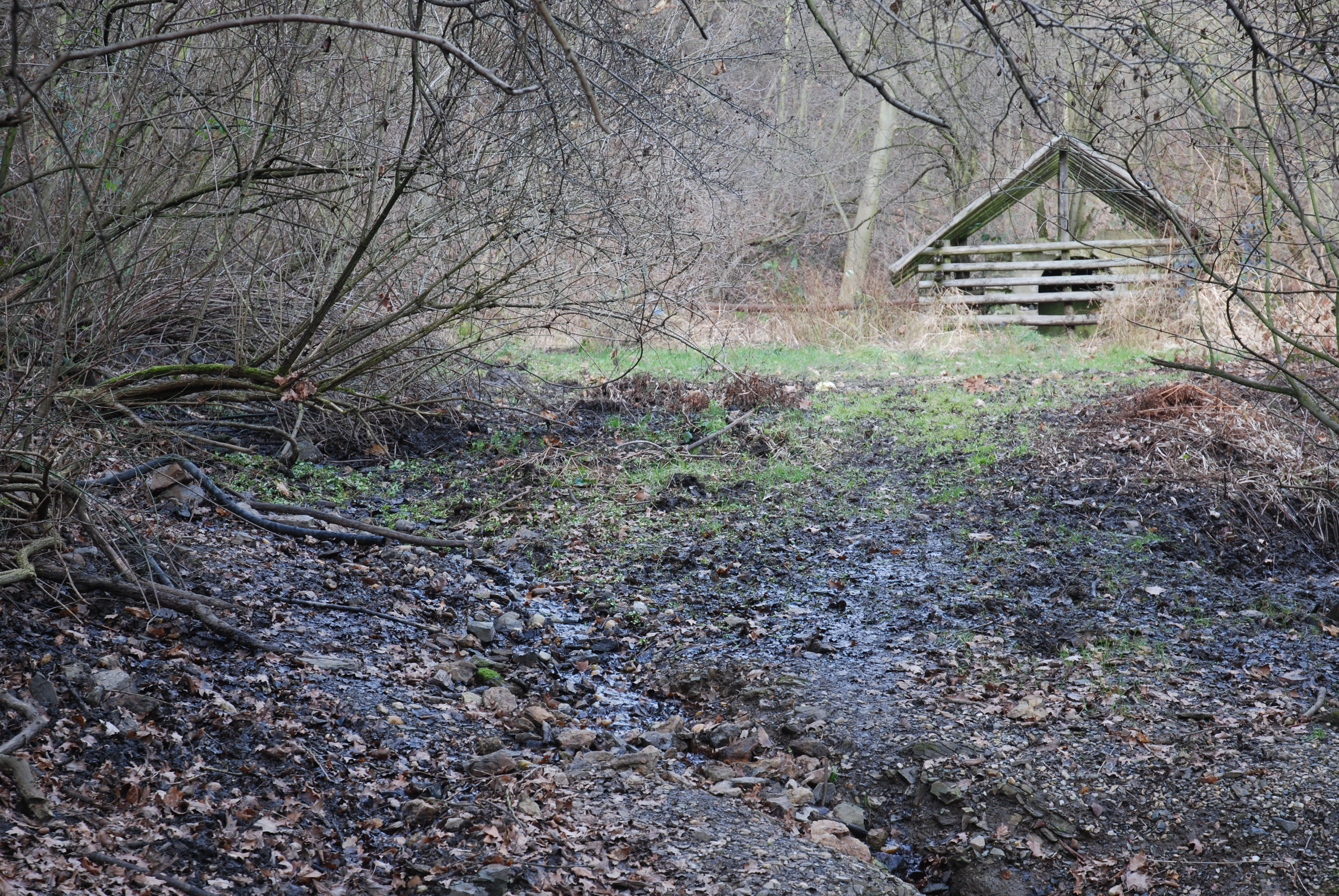
Údolí potoka Haltýře
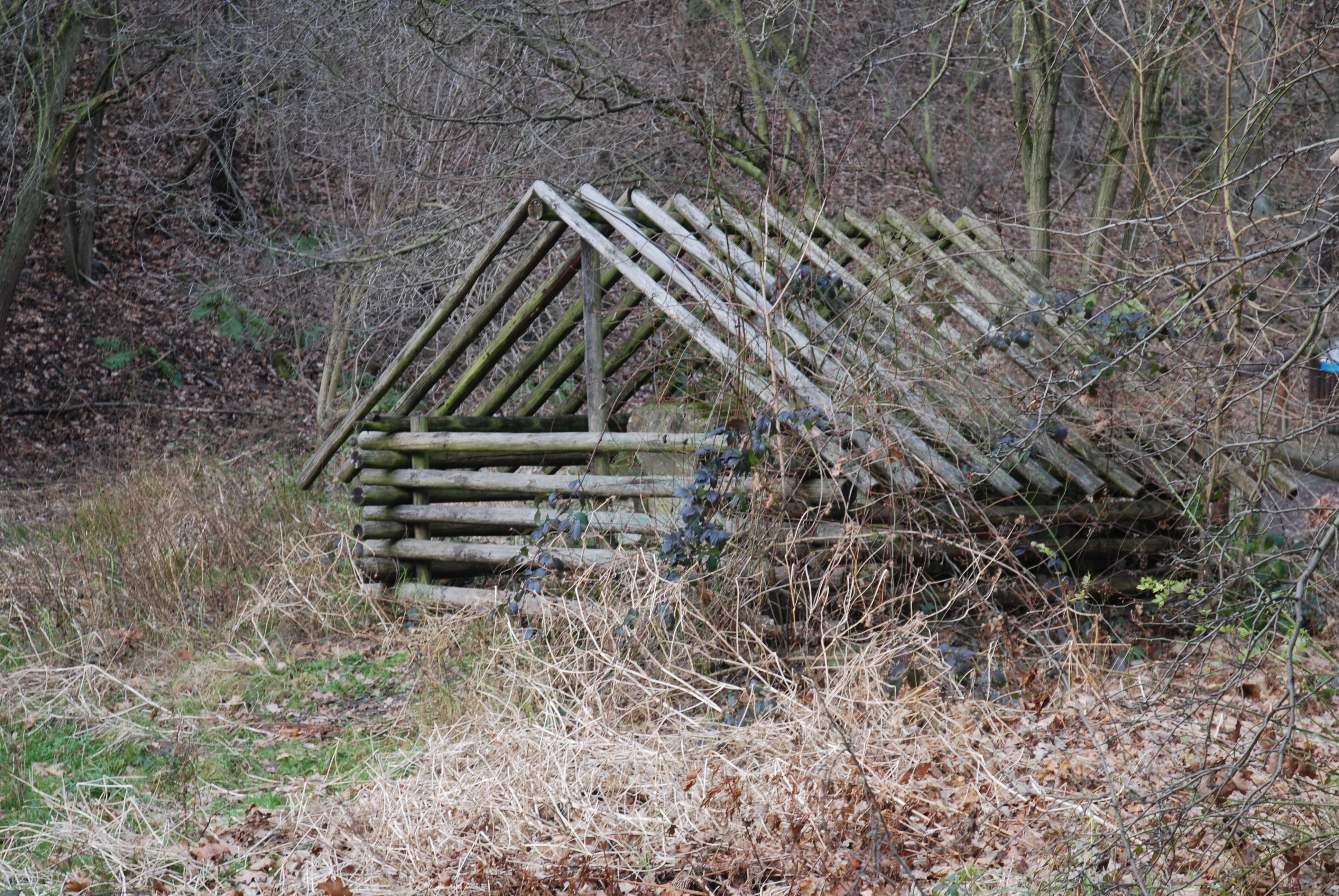
Haltýř
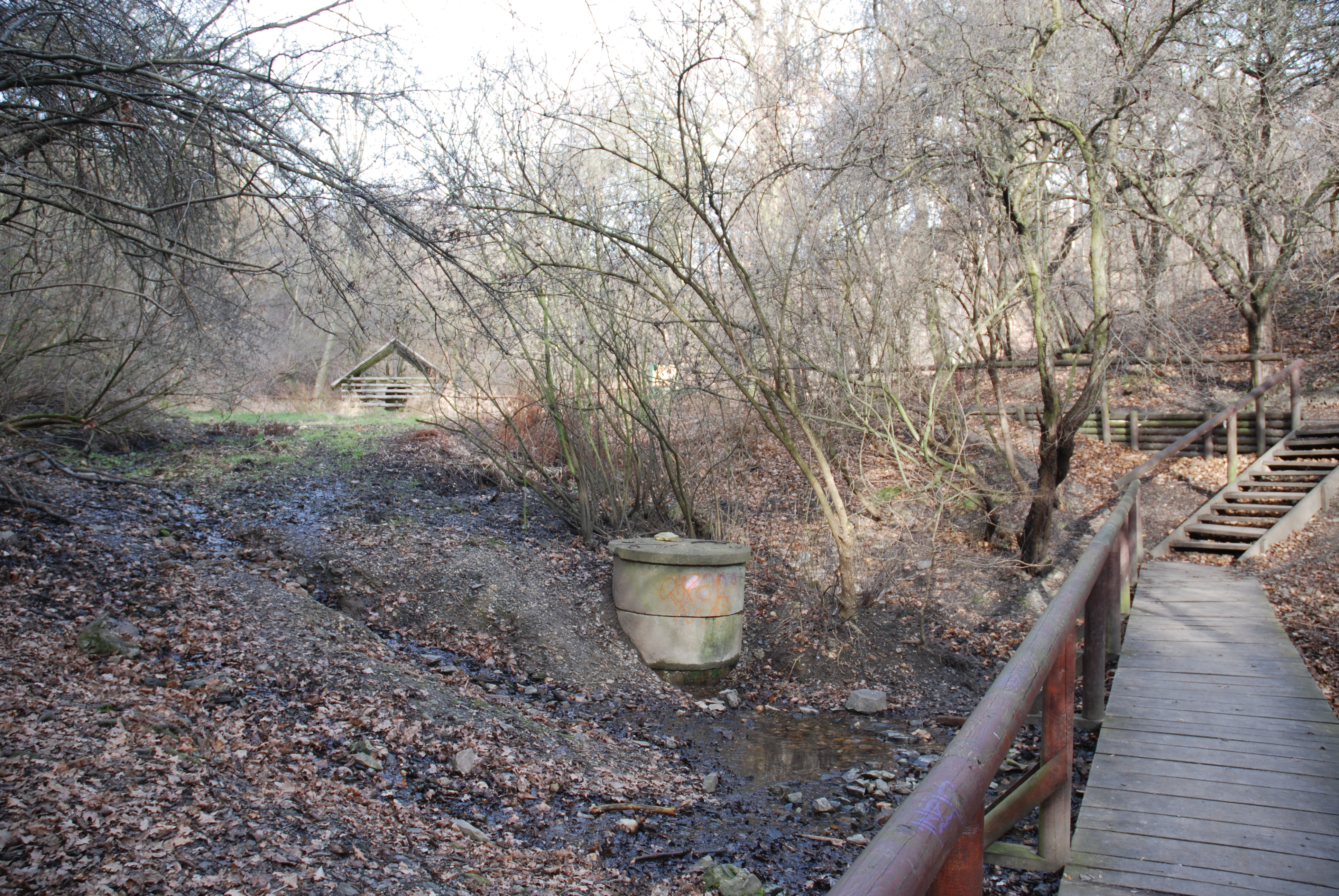
Prameniště